# آریان لو فور
آریان لو فور (به فرانسوی: Ariane Le Fort) نویسنده قرن بیستم میلادی اهل فرانسه است.